# Opisthopus transversus
Opisthopus transversus är en kräftdjursart som beskrevs av M. J. Rathbun 1893. Opisthopus transversus ingår i släktet Opisthopus och familjen Pinnotheridae. Inga underarter finns listade i Catalogue of Life.